# Trivicum

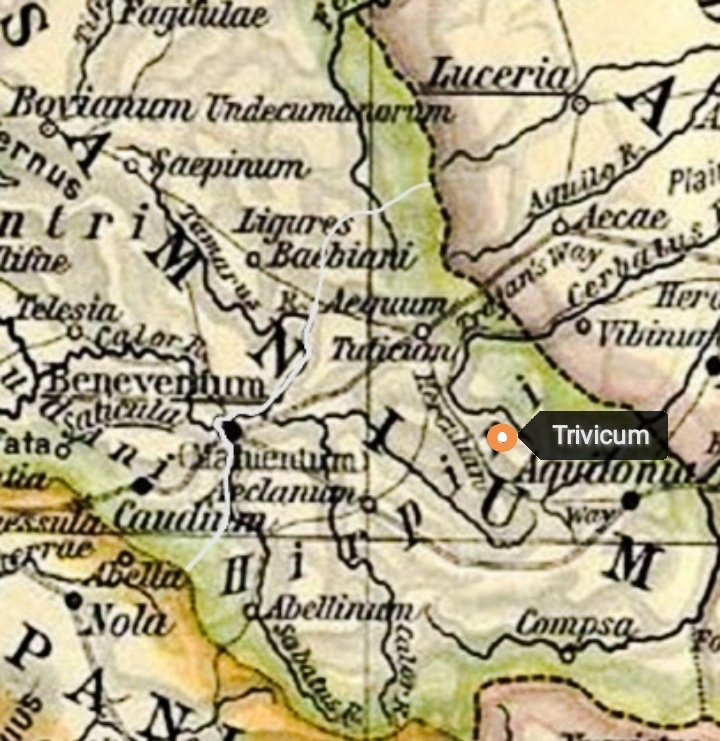
La probabile posizione di Trivicum nel Sannio irpino

Trivicum (secondo altre ipotesi Trivicus, o Trivicium) era un insediamento romano, o forse preromano, situato nel Sannio irpino alle soglie dell'Apulia. Citato unicamente da Orazio con riferimento a una vicina Trivici villa ove lo stesso poeta alloggiò per una notte, l'insediamento doveva essere ubicato all'altezza di un valico appenninico, nei monti della Daunia (i ventosi monti dell'Apulia sferzati dal favonio, secondo la descrizione di Orazio).

## Storia
Nella primavera del 37 a.C. il celebre poeta Quinto Orazio Flacco (all'epoca ventisettenne), incaricato di una missione diplomatica, era in marcia con alcuni suoi collaboratori da Beneventum verso Canusium lungo una pista poco battuta, corrispondente con ogni probabilità alle valli dei torrenti Fiumarella e Calaggio (qualche secolo più tardi tale direttrice sarebbe stata poi ricalcata dalla via Aurelia Aeclanensis).
Pur essendo possibile che Trivicum fosse una semplice villa romana, si ritiene assai più probabile che costituisse invece un insediamento relativamente più corposo (del resto lo stesso toponimo sembrerebbe alludere a un triplice vicus). Non è neppure chiaro se la forma aggettivale vicina, concordata con villa e costruita stranamente con il genitivo, avesse lo stesso significato che in italiano o se invece conservasse la primitiva accezione etimologica; nel primo caso la villa oraziana doveva trovarsi nei paraggi di Trivicum, diversamente doveva essere collocata proprio all'interno del vicus. Secondo alcuni autori
è plausibile che Trivicum fosse stato un vero e proprio oppidum (villaggio fortificato) al tempo delle guerre sannitiche, e che la sua ubicazione corrispondesse a quella dell'attuale Trevico, benché tale centro, noto in latino medievale come Montem de Vico (derivante forse da una corruzione di Monte[m] Trivicu[m]) o anche semplicemente come Vicum, abbia acquisito la corrente denominazione soltanto in epoca moderna.
Appare comunque inverosimile che un'impervia altura isolata quale quella su cui sorge l'attuale Trevico potesse essere stata prescelta quale sede di un insediamento romano, agricolo o commerciale che fosse; in considerazione della toponomastica è stato infatti ipotizzato che la Trivicum romana potesse piuttosto corrispondere alla moderna frazione Civita di San Sossio Baronia (già casale di Vicum fino al basso medioevo). In quanto alla villa citata da Orazio, essa poteva invece trovarsi all'altezza dell'Osteria delle Noci presso Vallesaccarda (già frazione di Trevico fino al 1958) o, più probabilmente, sulle colline prossime a Scampitella (anch'essa frazione di Trevico fino al 1948), almeno a giudicare dall'itinerario dettagliatamente descritto dal poeta; in entrambi i luoghi sono state inoltre rinvenute alcune epigrafi, segno che tali località erano effettivamente frequentate in epoca romana.
Non è dato sapere se la vicina Trivici villa fosse una vera e propria villa privata appartenente a qualcuno della sua comitiva, o piuttosto una semplice ma accogliente taverna; Orazio riferisce comunque che al suo interno l'aria era pervasa dal fumo (a causa di una stufa malfunzionante) e descrive anche la sua frustrazione per un mancato incontro con una fanciulla. L'indomani il gruppo lascia la villa per dirigersi verso una località non espressamente nominata, ma da ricercarsi con ogni verosimiglianza in Apulia (probabilmente Ausculum o Herdoniae, oppure Corleto/Corneto a sud-est della stessa Ausculum); da allora in poi Trivicum non è più citata, se non dallo scoliasta Pomponio Porfirione che in una glossa di epoca tardo-antica apposta alla stessa opera di Orazio scrive "Trivici oppidum in fine Campaniae est" (="L'oppidum di 
Trivicum/Trivicium/Trivicus è al confine della Campania"), con probabile riferimento alla provincia di Campania istituita nel tardo impero romano e avente per capoluogo Capua. L'appartenenza di Trivicum alla provincia di Campania è stata però messa in dubbio da ricerche più recenti che ipotizzano che Porfirione intendesse invece riferirsi alla collocazione geografica dell'oppidum sul versante tirrenico della Penisola, mentre il territorio di Trivicum doveva essere più probabilmente incluso nella provincia di Apulia et Calabria, avente per capoluogo Canusium.